# Federální policejní sbor
Federální policejní sbor byl ozbrojený bezpečnostní sbor České a Slovenské Federativní Republiky, který plnil úkoly ve věcech vnitřního pořádku a bezpečnosti v rozsahu vymezeném zákonem č. 333/1991 Sb. (Zákon o Federálním policejním sboru a Sboru hradní policie) nebo jinými zákony na celém území tehdejší České a Slovenské Federativní Republiky. Sbor vznikl rozpadem Veřejné bezpečnosti a příchodem svobody a demokracie v listopadu roku 1989. Zanikl k 1. 1. 1993 rozpadem ČSFR a následným vytvořením samostatných policejních sborů pro Česko a Slovensko.

## Historie
Sametovou revolucí v roce 1989 byly nastartovány politické i celospolečenské změny. Přestože vládní ochranka byla v tehdejší struktuře Státní bezpečnosti při Federálním ministerstvu vnitra („STB FMV“), vedena jako Správa ochrany stranických a ústavních činitelů (krycím název V. správa), s charakteristickou činností Státní bezpečností (rozvědka, kontrarozvědka) měla pramálo společného. Tato skutečnost se významně projevila při posuzování porevolučních prověrkových komisí, kdy na většinu tehdejších příslušníků vládní ochranky bylo pohlíženo jako na způsobilé k dalšímu výkonu služby u bezpečnostního sboru. Nicméně následovalo podstatné snižování jejich počtu, a to nejen v důsledku pozitivního lustračního osvědčení některých příslušníků, ale také proto, že došlo k celkovému snížení počtu chráněných objektů.
Dne 1. února 1990 byla původní Správa ochrany stranických a ústavních činitelů „STB FMV“ transformována, v důsledku čehož vznikla Správa ochrany prezidenta ČSSR. Tato nově vzniklá organizační složka ovšem již nepatřila do struktury resortu vnitra, ale její ředitel byl podřízen náčelníku Vojenské kanceláře prezidenta ČSSR. Úkoly správy však plnili příslušníci Sboru národní bezpečnosti služebně zařazeni ve Správě ochrany prezidenta ČSSR.
Další dílčí mezník v novodobé historii útvaru je spojen se Zákonem č. 333/1991 Sb., o Federálním policejním sboru a Sboru hradní policie ze dne 10. července 1991. S nabytím účinnosti tohoto zákona byla původní Správa ochrany prezidenta ČSSR nahrazena samostatným bezpečnostním sborem s názvem Sbor hradní policie. V čele nového subjektu stál ředitel, který byl nadále podřízen náčelníku vojenské Kanceláře prezidenta České a Slovenské Federativní Republiky a nikoli ministru vnitra, jako tomu bylo v případě ředitele Federálního policejního sboru.

## Současnost
Rozpadem Československa a vznikem dvou samostatných suverénních států došlo k dalším významným společenským ale hlavně organizačním změnám státní správy, včetně sněm organizace bezpečnostních sborů.
Dnem 1. ledna 1993 byla ochrana prezidenta republiky svěřena do působnosti Policie České republiky. Dosavadním příslušníkům Federálního policejního sboru a Sboru hradní policie, které k tomuto datu zanikly, bylo automaticky nabídnuto přijetí do služebního poměru příslušníka Policie České republiky. Výkon ochrany prezidenta a ochrany ústavních činitelů tak přešel po několikaleté odluce opět do kompetence ministerstva vnitra.
Současná podoba Útvaru pro ochranu prezidenta České republiky vznikla 1. dubna 2002 reorganizací ochranné služby, v rámci které byly vytvořeny dva samostatné útvary: Útvar pro ochranu prezidenta České republiky a Útvar pro ochranu ústavních činitelů (dnes Ochranná služba). Úplné počátky fungování ochrany prezidenta České republiky a jeho sídla spadají již do období 1. republiky.